# Žirovnica (gmina Sevnica)
Žirovnica – wieś w Słowenii, w gminie Sevnica. W 2018 roku liczyła 30 mieszkańców.